# Ákos Kecskés
Ákos Kecskés (* 4. Januar 1996 in Hódmezővásárhely) ist ein ungarischer Fußballspieler.

## Karriere

### Verein
Kecskés begann seine Karriere beim SZEOL SC. Zur Saison 2010/11 wechselte er nach Italien in die Jugend von Atalanta Bergamo, in der er in den folgenden fünf Jahren spielte. Im August 2015 wurde er für zwei Spielzeiten zurück in seine Heimat an Újpest Budapest verliehen. Dort gab er im Dezember 2015 gegen Ferencváros Budapest sein Debüt in der Nemzeti Bajnokság. In der Saison 2015/16 kam er insgesamt zu neun Einsätzen in der höchsten ungarischen Spielklasse. In der Saison 2016/17 kam er zu 22 Einsätzen. Zur Saison 2017/18 wurde er nach Polen an Bruk-Bet Termalica Nieciecza verliehen. Bis zur Winterpause kam er zu zwölf Einsätzen in der Ekstraklasa. In der Winterpause wurde er innerhalb der Liga an Korona Kielce weiterverliehen. Für Korona spielte er bis Saisonende viermal zum Einsatz.
Zur Saison 2018/19 kehrte Kecskés nicht mehr nach Bergamo zurück, sondern wechselte in die Schweiz zum FC Lugano. In seiner ersten Saison in Lugano kam er zu sieben Einsätzen in der Super League. In der Saison 2019/20 spielte er 26 Mal in der höchsten Schweizer Spielklasse. In der Spielzeit 2020/21 kam er zu 29 Einsätzen.
Im Juli 2021 wechselte der Innenverteidiger nach Russland zum FK Nischni Nowgorod. Für Nischni Nowgorod kam er in der Saison 2021/22 zu 19 Einsätzen in der Premjer-Liga. Nachdem er zu Beginn der Saison 2022/23 noch ein Mal für die Russen gespielt hatte, wechselte Kecskés im August 2022 zum österreichischen Bundesligisten LASK, bei dem er einen bis Juni 2026 laufenden Vertrag erhielt. Beim LASK konnte er sich aber nicht durchsetzen, insgesamt kam er nur sechsmal für das Team in der Bundesliga zum Einsatz.
Im September 2023 wechselte Kecskés nach Rumänien zum Sepsi OSK Sfântu Gheorghe.

### Nationalmannschaft
Kecskés spielte ab der U-16 für sämtliche ungarische Jugendnationalteams. Mit der U-20-Auswahl nahm er 2015 an der WM teil. Während des Turniers kam er in allen vier Spielen seines Landes als Kapitän zum Einsatz. Die Ungarn schieden im Achtelfinale gegen den späteren Weltmeister Serbien aus. Im September 2020 stand er erstmals im Kader der A-Nationalmannschaft. Sein Debüt im Nationalteam gab er im November 2020 in der UEFA Nations League gegen Serbien. Kecskés wurde 2021 auch in den Kader der Ungarn für die EM berufen. Während des Turniers kam er allerdings nie zum Einsatz, sein Land schied bereits in der Gruppenphase aus.